# Pensilvania
Pensilvania ist eine Gemeinde (municipio) im Departamento Caldas in Kolumbien.

## Geographie
Pensilvania liegt im Osten von Caldas in der Subregion Alto Oriente, 148 km von Manizales entfernt, und hat eine Durchschnittstemperatur von 17 bis 19 °C. Die Gemeinde liegt auf 2100 Metern in der Zentralkordillere der kolumbianischen Anden. An die Gemeinde grenzen im Norden und Nordosten Sonsón und Nariño im Departamento de Antioquia, im Osten Samaná, im Süden und Südwesten Marquetalia und Manzanares und im Westen Aguadas, Salamina und Marulanda.

## Demographie
Die Gemeinde Pensilvania hat 26.342 Einwohner, von denen 8580 im städtischen Teil (cabecera municipal) der Gemeinde leben (Stand: 2019).

## Geschichte
Auf dem Gebiet des heutigen Pensilvania lebte bei Ankunft der Spanier das indigene Volk der Pantágoras, das während der Konquista ausgerottet wurde. In der Folge war das Gebiet für 300 Jahre unbewohnt. Pensilvania wurde 1860 von aus Antioquia stammenden Kaufleuten gegründet.

## Wirtschaft
Die wichtigsten Wirtschaftszweige von Pensilvania sind der Anbau von Kaffee und anderen landwirtschaftlichen Produkten (Zuckerrohr, Kartoffeln und Obst) sowie Holz- und Teichwirtschaft.

## Persönlichkeiten
- Rodrigo Escobar Aristizábal (* 1939), Bischof von Girardot (1982–1987)
- Oscar José Vélez Isaza (* 1954), Bischof von Valledupar (2003– )